# Farní sbor Českobratrské církve evangelické v Ostravici
Farní sbor Českobratrské církve evangelické v Ostravici je sborem Českobratrské církve evangelické v Ostravici. Sbor spadá pod Moravskoslezský seniorát.
Sbor vznikl roku 1885 jako luterský oddělením od mateřského sboru v Komorní Lhotce. Nakonec jako jediný z těšínských evangelických sborů jako celek vstoupil do ČCE.
Sbor je v současné době neobsazen, administruje farář Michal Chalupski.

## Faráři sboru
- Jan Boruta (1885–1918)
- Jaromír Kryštůfek (1918–1922)
- Adam Pindór (1922–1952), diákon
- Severin Tůn (1954–1982), vikář
- Pavel Janás (od r. 1983 jako diákon, jako farář 1998–2021)